# Stelio Mangiameli
Stelio Mangiameli (* 16. April 1954 in Catania) ist ein italienischer Rechtswissenschaftler.

## Leben
Von 1983 bis 1988 war Mangiameli Assistenzprofessor für Öffentliches Recht an der Wirtschaftswissenschaftlichen Fakultät der Universität Catania. Dort wurde er 1988 zum Professor für Öffentliches Recht ernannt. 1995 wechselte er auf eine Professur für Verfassungsrecht an die Universität Teramo. Seit 2010 ist er zudem Direktor des Forschungsinstituts für Regionalismus, Föderalismus und Selbstverwaltung Massimo Severo Giannini am Consiglio Nazionale delle Ricerche.

## Publikationen (Auswahl)
- mit Hermann-Josef Blanke: Governing Europe under a Constitution – The Hard Road from the European Treaties to a European Constitutional Treaty. Springer, Berlin 2006.
- mit Hermann-Josef Blanke: The European Union after Lisbon – Constitutional basis, economic order and external action. Springer, Heidelberg 2011.
- mit Hermann-Josef Blanke: The Treaty on European Union. A Commentary. Springer, Heidelberg 2013.